# Ghiacciaio Coulston
Il ghiacciaio Coulston è un ghiacciaio lungo circa 8 km situato nella parte nord-occidentale della Dipendenza di Ross, nell'Antartide orientale. Il ghiacciaio Coulston, il cui punto più alto si trova a circa 1700 m s.l.m., si trova sulla costa di Borchgrevink, nella parte orientale dei monti della Vittoria, dove fluisce verso sud a partire dal versante meridionale di una montagna sita nella regione orientale della dorsale dei Cartografi fino a unire il proprio flusso a quello del ghiacciaio Trafalgar.

## Storia
Il ghiacciaio Coulston è stato mappato da membri dello United States Geological Survey (USGS) grazie a fotografie aeree scattate dalla marina militare statunitense nel periodo 1960-64, e così battezzato dal Comitato consultivo dei nomi antartici in onore di Peter W. Coulston, un tecnico di elettronica dell'aviazione in forza allo squadrone VX-6, di stanza presso la stazione McMurdo nel 1967.